# کرتاپی
کرتاپی (انگلیسی: Keretapi) شرکت ترابری ریلی مالزیایی است، که در سال ۱۹۹۲ تأسیس شد.